# ¡Ladran, luego cabalgamos!
¡Ladran, luego cabalgamos! es el primer álbum de estudio de la banda española Bürdel King. Fue lanzado al mercado el 20 de septiembre de 2011. Los temas que tocan las canciones son sexo, amor, alcohol y rock and roll.
La frase que da nombre al disco es una expresión popularmente atribuida a Don Quijote de la Mancha que en realidad proviene del poema Ladrador (1808) de Goethe.

## Lista de canciones
| N.º | Título                             | Duración |  |
| 1.  | «En el burdel (intro)»             | 0:25     |  |
| 2.  | «El sexorcista»                    | 4:38     |  |
| 3.  | «665 El vecino del diablo»         | 3:22     |  |
| 4.  | «Engaña a tu novio»                | 4:35     |  |
| 5.  | «La Luna en ti»                    | 3:57     |  |
| 6.  | «Lo llaman democracia»             | 4:43     |  |
| 7.  | «Inmaculada»                       | 3:48     |  |
| 8.  | «Hotel de mil estrellas»           | 4:37     |  |
| 9.  | «Esta noche huele a rock 'n' roll» | 4:38     |  |
| 10. | «Olatz»                            | 5:38     |  |
| 11. | «Nunca solo tu caminarás»          | 3:33     |  |
| 12. | «Alambrado sea Dios»               | 7:17     |  |

## Intérpretes
- Cantante y compositor: Txus di Fellatio.
- Guitarrista: Alberto Marín.
- Guitarrista: Frank
- Bajo: Sergio Martínez.
- Teclista: Javi Díez.
- Batería: Anono Herrero.

## Colaboraciones
- Voz femenina: Patricia Tapia.